# プリティ・ウーマン (ミュージカル)
『プリティ・ウーマン』（原題: Pretty Woman）は、ブライアン・アダムスおよびジム・ヴァランス作詞作曲、ゲイリー・マーシャルおよびJ・F・ロートン脚本によるミュージカル。1990年公開のロートン脚本、マーシャル監督のアメリカ映画『プリティ・ウーマン』を基にしている。裕福な実業家のエドワード・ルイスがハリウッドの自由奔放な売春婦のヴィヴィアン・ウォードをビジネスや社交のためのエスコートとして雇い、1週間を共にする中で関係性が発展していく。
2018年3月、イリノイ州シカゴのオリエンタル・シアターでオリジナル・プロダクションが開幕し、ジェリー・ミッチェルが演出および振付を担当し、サマンサ・バークスがヴィヴィアン役、スティーヴ・ケイジーがエドワード役を演じた。2018年8月16日、ブロードウェイに進出し、デイヴィッド・T・ネダーランダー・シアターで開幕し、評価は振るわず1年後の2019年8月18日に閉幕した。

## 背景
1990年の映画『プリティ・ウーマン』を基にしたミュージカルである。映画の制作費は1,400万ドルで、興行収入4億6,300万ドルであった。J・F・ロートンが脚本、ゲイリー・マーシャルが脚本を担当した。親友でルームメイトの皮肉屋のギリシャ系アメリカ人キット・デ・ルカと同居するハリウッドの自由奔放な売春婦ヴィヴィアン・ワードを中心として物語は進む。キットはヴィヴィアンに売春婦の仕事を教えた。ヴィヴィアンはハンサムで裕福な実業家のエドワード・ルイスにビジネスや社交のためのエスコートとして雇われ、1週間を共に過ごすことで関係性を発展させる。
2014年3月、映画版の脚本家のロートンと監督のマーシャルが脚本を執筆し、ミュージカル化することが発表された。翌年、マーシャルは舞台化の法的な権利を獲得したことを明らかにした。2016年7月にマーシャルは亡くなったが、プロデューサーのポーラ・ワグナーがミュージカル化の継続を促した。2017年9月、シカゴのオリエンタル・シアターにて初演すること、2018年秋にブロードウェイに移行することが発表された。
演出のジェリー・ミッチェルはインタビューにて「使用楽曲は80年代終盤から90年代初頭のロックを想起させる。ブライアン・アダムスの秀作の一部であり、生きた証である。アップテンポなロックンロールを聴くことができる」と語った。当初、ロイ・オービソンの「オー・プリティ・ウーマン」は使用されない予定であったが、2019年6月19日、カーテンコールで「オー・プリティ・ウーマン」が使用された。

## プロダクション

### シカゴおよびブロードウェイ
2018年3月13日、イリノイ州シカゴにあるオリエンタル・シアターにてワールドプレミアが行なわれ、4月15日までの5週間限定で上演された。ブロードウェイに進出してネダーランダー・シアターにて、2018年7月20日からプレビュー公演、2018年8月16日から本公演が上演された。シカゴおよびブロードウェイ・プロダクションにおいて、サマンサ・バークスがヴィヴィアン・ウォード役でブロードウェイ・デビューした。スティーヴ・ケイジーおよびアンディ・カールがエドワード・ルイス役、オーフェがキット・デ・ルカ役、ジェイソン・デニーリーがフィリップ・スタッキー役、エリック・アンダーソンがトンプソン支配人、キングスリー・レッグスおよびエズラ・ナイトがジェイムス・モース役を演じた。ケイジーは家庭の事情でシカゴ公演終演後降板し、アンディ・カールが後継した。
プレビュー公演中の2018年8月2日、2016年夏に亡くなったゲイリー・マーシャルに捧げられ、マーシャルの家族の他、原作の映画版でヴィヴィアン役を演じたジュリア・ロバーツが観劇した。ネダーランダー・シアターの座席もマーシャルの名誉に捧げられた。本公演開幕前に週8公演で83.72%の1,142,989ドルを上げ、ネダーランダー・シアターの興行収入の記録を更新した。2019年7月9日、「オー・プリティ・ウーマン」リリース55周年を記念して、この曲を歌った1988年に亡くなったロイ・オービソンへのトリビュートとして息子のウェズリーとアレックスが出演者と共に演奏した。2019年8月18日、プレビュー公演27回、本公演420回ののち閉幕した。
ジェリー・ミッチェルが演出および振付を担当し、デイヴィッド・ロックウェルが装置デザイン、グレッグ・バーンズが衣裳デザイン、ケネス・ポスナーとフィリップ・S・ローゼンバーグが照明デザイン、ジョン・シヴァーズが音響デザインを発表した。2018年9月21日、アトランティック・レコードからブロードウェイ・キャスト・レコーディングがデジタル配信され、2018年10月26日、CDがリリースされた。

### ハンブルグ
2018年12月13日、ドイツのハンブルグで上演されることが発表された。2019年9月23日からプレビュー公演、9月29日から本公演が行なわれた。

### 全米ツアー
2020年10月、ロードアイランド州プロビデンスで全米ツアー公演が開幕する予定であったが、新型コロナウイルス感染症の世界的流行により中止された。2021年10月9日、プロビデンスから32都市を巡業するツアーが開幕した。

### ウェスト・エンド
ウェスト・エンドにあるピカデリー・シアターにて、2020年2月13日からプレビュー公演、3月2日から本公演が開幕した。2020年3月16日、新型コロナウイルス感染症の世界的流行により閉幕し、2021年7月8日、サヴォイ・シアターで再開した。

### ミラノ
2021年4月、ステージ・エンタテイメント・イタリーは初のイタリア語版の制作を発表した。2021年9月28日、ミラノにあるTeatro Nazionaleにて開幕した。

### バルセロナ
2022年9月22日、バルセロナにあるTeatre Apoloにてスペイン語版が開幕することとなった。Cristina Llorenteがヴィヴィアン役、Roger Berruezoがエドワード役に配役された。

### 日本
2024年9月11日から東京・新国立劇場 オペラパレスを皮切りにTACHIKAWA STAGE GARDEN、大阪・東大阪市文化創造館 DreamHouse大ホールで上演された。

## 使用楽曲
オリジナル・ブロードウェイ・プロダクションで使用された楽曲を以下に示す。:
| 第1幕 - "Welcome to Hollywood" – ハッピー・マン、キット、カンパニー - "Anywhere But Here" – ヴィヴィアン - "Something About Her (Preamble)" – エドワード - "Welcome to Hollywood (Reprise)" – ハッピー・マン - "Something About Her" – エドワード - "I Could Get Used to This" – ヴィヴィアン - "Luckiest Girl in the World" – ヴィヴィアン、キット、ジュリオ - "Rodeo Drive" – キット、カンパニー - "Anywhere But Here" (Reprise) – ヴィヴィアン - "On a Night like Tonight" – トンプソン支配人、カンパニー - "Don't Forget to Dance" – ハッピー・マン、スカーレット、カンパニー - "Freedom" – エドワード - "You're Beautiful" – エドワード、ヴィヴィアン、カンパニー | 第2幕 - "Welcome to Our World (More Champagne)" – スタッキー、キット、カンパニー - "This Is My Life" – ヴィヴィアン - "Never Give Up on a Dream" – ハッピー・マン、キット、カンパニー - "You and I" – エドワード、アルフレッド、ヴィオレッタ、カンパニー - "I Can't Go Back" – ヴィヴィアン - "Freedom" (Reprise) – エドワード - "Long Way Home" – ヴィヴィアン、エドワード - "Together Forever" – エドワード、ヴィヴィアン、ハッピー・マン、キット、カンパニー |

アダムスとヴァランスが本作のために作曲した楽曲の中には最終的に本作で使用されなかったものも数多く存在する。その後、そのうち複数の楽曲がブライアン・アダムスのアルバムに収録された。2018年のコンピレーション・アルバム『Ultimate』には「"Please Stay"」、2019年のアルバム『Shine a Light』には「"I Could Get Used to This"」、2022年のアルバム『So Happy It Hurts』には「"I've Been Looking for You"」が収録された。2022年3月にリリースされたアルバム『Pretty Woman – The Musical』には本作のためにアダムスが作曲した全曲が再録された。
オランダの新聞『メトロ』にて、アダムスは本作の作曲行程について「このミュージカルの作曲活動は特にハイレベルで、何度も書き直したりカットしたりせねばならず自分自身を失わないようにしなければならなかった。しかしカットされた曲も日の目を見ない訳ではない。「"I've Been Looking for You"」、「"Please Stay"」、「"I Could Get Used to This"」などの曲にも愛着があり、このミュージカルで使用されないのは残念だが、これがブロードウェイというものなのだ」と語った。

## 出演者
| 役名                            | シカゴ(2018年)           | ブロードウェイ(2018年)   | ロンドン(2020年)         | 全米ツアー(2021年)               |
| ------------------------------- | ------------------------ | ------------------------ | ------------------------ | -------------------------------- |
| ヴィヴィアン・ウォード          | サマンサ・バークス       | サマンサ・バークス       | エイミー・アトキンソン   | オリヴィア・ヴァリ               |
| エドワード・ルイス              | スティーヴ・ケイジー     | アンディ・カール         | ダニー・マック           | アダム・パスカル                 |
| キット・デ・ルカ                | オーフェ                 | オーフェ                 | レイチェル・ウッディング | ジェシカ・クローチ               |
| ハッピー・マン/トンプソン支配人 | エリック・アンダーソン   | エリック・アンダーソン   | ボブ・ハーンズ           | カイル・テイラー・パーカー       |
| フィリップ・スタッキー          | ジェイソン・ダニーリー   | ジェイソン・ダニーリー   | ニール・マクダモット     | マシュー・ストック               |
| ジェイムス・モース              | キングスリー・レッグス   | エズラ・ナイト           | マーク・ホルデン         | N/A                              |
| ジュリオ                        | トミー・ブラッコ         | トミー・ブラッコ         | アレックス・チャールズ   | マシュー・ヴィンセント・テイラー |
| デイヴィッド・モース            | ロビー・クレイター       | ロビー・クレイター       | アントニー・ヒューイット | アレックス・ギブス               |
| スカーレット                    | アナ・アイリンスフェルド | アナ・アイリンスフェルド | ジェンマ・アレキサンダー | ケルシー・スウェイガード         |
| レイチェル                      | ジェニファー・サンチェス | ジェニファー・サンチェス | ジェンマ・アレキサンダー | Alexa Xioufaridou Moster         |
| アマンダ                        | エリン・マリー・マーシュ | エリン・マリー・マーシュ | ハンナ・デュシャーム     | ベッカ・サスカウアー             |
| ヴィオレッタ                    | アリソン・ブラックウェル | アリソン・ブラックウェル | キンバリー・ブレイク     | アンマ・オーセイ                 |
| アルフレッド                    | ブライアン・キャリ       | ブライアン・キャリ       | オリヴァー・ブリナン     | クリスチャン・ダグラス           |

### 著名な代役

#### ブロードウェイ
- アダム・パスカル - 2019年1月15日から20日、アンディ・カールの代役でエドワード役を演じた。
- ブレナン・ハート - 2019年7月22日、アダム・パスカルの代役でエドワード役を演じた。

#### ウェスト・エンド
- コートニー・ボウマン - 2022年11月15日、レイチェル・ウッドリングの代役でキット・デ・ルカ役を演じた[49]。

## 受賞歴

### ブロードウェイ・プロダクション
| 年   | 賞                 | 部門                   | ノミネート者                         | 結果       |
| ---- | ------------------ | ---------------------- | ------------------------------------ | ---------- |
| 2019 | Broadway.com観客賞 | ミュージカル主演男優賞 | アンディ・カール                     | 受賞       |
| 2019 | Broadway.com観客賞 | ミュージカル助演女優賞 | オーフェ                             | 受賞       |
| 2019 | Broadway.com観客賞 | ディーヴァ賞           | オーフェ                             | 受賞       |
| 2019 | Broadway.com観客賞 | ペア賞                 | サマンサ・バークス、アンディ・カール | ノミネート |
| 2019 | Broadway.com観客賞 | 新人女優賞             | サマンサ・バークス                   | ノミネート |